# Тартрат карнитина

Молекула тартрата карнитина.

Тартрат карнитина (L-карнитина L-тартрат) — соль L-карнитина основание и L-винной кислоты.
Является источником L-карнитина (Левокарнитина). По зарубежным данным, карнитин синтезируется в организме здорового человека в достаточном объеме. Недостаточность карнитина может вызываться генетическими нарушениями (первичная недостаточность, 1 случай на 40-100 тыс человек) или некоторыми медицинскими состояниями (вторичная недостаточность, в частности, при хронической болезни почек или при приеме некоторых антибиотиков).

## Биодоступность
L-карнитина L-тартрат легко диссоциирует в желудочно-кишечном тракте и всасывается как L-карнитин и винная кислота. Исследования с участием людей подтвердили безопасность и сходную биодоступность L-карнитина из L-карнитина L-тартрата и L-карнитина в форме основания. При приеме L-карнитина L-тартрата в максимальных дозах, около 3 г, образуется около 1 г винной кислоты. Это эквивалентно приему 16 мг винной кислоты на 1 кг массы тела в день для взрослого весом 60 кг.

## Нормы потребления
Российские рекомендуемые уровни потребления L-карнитина:	
- для взрослых – 300 мг/сутки;
- для детей 0–12 месяцев – 10–15 мг/сутки;
- для детей 1 года – 3 лет – 30–50 мг/сутки;
- для детей 4–6 лет – 60–90 мг/сутки;
- для детей 7–18 лет – 100–300 мг/сутки [4].

Верхний допустимый уровень потребления винной кислоты – 1500 мг в сутки.

## Действие
L-карнитин переносит жирные кислоты в митохондрии, где жирные кислоты расщепляются с образованием энергии, необходимой для работы всего организма. Самостоятельно жирные кислоты не способны проникать внутрь митохондрий, поэтому от содержания L-карнитина в клетках зависит эффективность энергетического обмена.
Винная кислота присутствует во фруктах и вине (120–180 мг/100 мл). Винная кислота и её соли разрешены к использованию как пищевые добавки с подкисляющими, антиоксидантными, буферными и связывающими свойствами. Обычно тартраты используются в разрыхлителях для выпечки, бисквитах и джемах.

## Клинические исследования
В США в перекрестном плацебо-контролируемом исследовании на 10 мужчинах было показано, что приём L-карнитина (2 г в день в течение трёх недель) в виде L-карнитина L-тартрата эффективен для восстановления организма после нагрузок высокой интенсивности. Ряд биохимических маркеров указывает на то, что L-карнитина L-тартрат снижает катаболизм пуринов, образование свободных радикалов и ощущение болезненности .
Переносимость L-карнитина L-тартрата исследовалась в рандомизированном двойном слепом плацебо-контролируемом перекрёстном исследовании на 10 взрослых добровольцах. L-карнитина L-тартрат принимался орально в дозе 3 г в день в течение трёх недель. При этом оценивались желудочно-кишечные симптомы, гематологические показатели и показатели биохимического анализа крови, включая маркеры функций печени и почек.
Кроме того, L-карнитина L-тартрат исследовался в России в качестве терапевтического вещества в составе биологически активной добавки [значимость факта?]. Неблагоприятных эффектов не было отмечено ни в одном исследовании.
Неоднократно изучалось применение L-карнитина, в том числе L-карнитина L-тартрата, у беременных женщин. Так, в исследовании, проведенном в Германии, было показано, что ежедневный дополнительный прием 500 мг L-карнитина в форме L-карнитина L-тартрата в течение продолжительного времени (начиная с 13-й недели беременности и до родов) предотвращал отмеченное снижение концентрации L-карнитина в плазме крови.
Основываясь на исследованиях безопасности вещества, в которых показано, что L-карнитина L-тартрат превращается в L-карнитин и L-винную кислоту, Европейское агентство по безопасности продуктов питания (EFSA), занимающаяся проблемами безопасности продуктов питания, сделала вывод, что L-карнитина L-тартрат является допустимым источником L-карнитина и безопасен для использования в пище, если дневная норма винной кислоты из всех источников не превышена. Кроме того, Управление по санитарному надзору за качеством пищевых продуктов и медикаментов (FDA) присвоило L-карнитина L-тартрату статус «общепризнанно как безопасно» (GRAS), что означает, что у экспертов FDA единогласное мнение о безопасности использования этого вещества в качестве пищевого ингредиента.